# 劉建順 (學者)
劉建順（1936年7月29日—2005年3月29日），臺灣臺中縣新社鄉人，美國紐約聖若望大學碩士。曾經擔任國立政治大學新聞學系副教授、北美事務協調委員會駐紐約辦事處新聞秘書、行政院新聞局廣播電視事業處處長、高雄市政府新聞處處長等職。
中國文化大學廣告系創立於1986年，是臺灣最早創立的大學廣告教育科系。前三任的系主任任期皆不長，直到1991年10月由劉建順接下第四任系主任，任期長達10年。2001年退休，轉任該系專任副教授。2005年3月29日劉建順因病辭世，享壽69歲。

## 生平與廣告教育生涯
1962年劉建順在政治大學擔任助教期間，應中華民國廣播事業協會理事長李葉之邀，與當時擔任教育電視廣播電台新聞組組長、中國文化大學新聞暨傳播學院院長的馬驥伸共同主編《廣播電視季刊》，直到轉任教育部文化局為止。1967年11月10日，教育部文化局成立，局長一職由時任政治大學新聞系主任的王洪鈞出任；經王洪鈞多次邀約，劉建順於同年12月1日轉任教育部文化局第三處技正兼科長。
教育部文化局在1973年7月31日裁撤，廣播電視與電影之業務移交行政院新聞局接掌，故劉建順之單位也於8月1日起併入，並調回廣播電視事業處擔任科長。該單位負責審查電視廣告，將審查標準彙編成《電視廣告規範》，提供給廣告主、廣告代理商、電視廣告製作人等相關人員參考與遵守。
1986年8月劉建順奉調出任高雄市政府新聞處處長，在任期間奉高雄市市長蘇南成指示主辦「亞洲暨太平洋地區市長會議」，結果共有十餘位市長蒞會出席。1991年10月劉建順接下中國文化大學廣告系第四任系主任一職，前後長達十年。他擔任系主任期間，擴充該系教學資源與設備、調整課程以提高學生素質、鼓勵學生參與各項廣告、大眾傳播、行銷等相關競賽，使得該系畢業學生受到業界肯定。1996年劉建順透過關係募集資金創辦《中國廣告學刊》，一年出版一期，作為廣告研究成果的發表刊物。其中「向廣告人致敬」專欄用以表揚臺灣廣告界知名人物，每期2至4位，至2007年止已發行12期，共表揚了37人。
此外，他也曾經應邀擔任多項競賽的評審工作，包括時報廣告金像獎、時報分類廣告金格獎、台北捷運公司與《中國時報》合辦捷運廣告獎、時報廣告金犢獎、《動腦雜誌》廣告流行語金句獎、行政院新聞局優良廣播電視金鐘獎、統一企業金翼獎、中華電視公司華視獎、《突破雜誌》行銷創意突破獎、中華民國行銷傳播經理人協會行銷卓越獎等。
2001年劉建順自中國文化大學廣告系主任退休，改任專任副教授。2005年3月29日因病去世，享壽69歲。

## 著作
- 《新聞與大眾傳播》，臺北市：廣播電視季刊社，1972年。
- 《新聞學》，臺北市：世界書局，1978年。
- 《現代廣告概論》，臺北縣：朝陽堂文化，1995年，ISBN 9578649665。
- 《現代廣播學》，臺北市：五南出版，2001年，ISBN 9571126608。

## 外部連結
- 臺北市廣告代理商業同業公會：劉建順[永久]